# Dům Antonína Petrofa
Dům Antonína Petrofa v Hradci Králové je původně středověký městský dům, který prošel na zakázku továrníka Antonína Petrofa na přelomu 19. a 20. století výraznou neorenesanční přestavbou.

## Historie
Dům vlastnil již otec Antonína Petrofa. V roce 1905 zadal Antonín Petrof přestavbu objektu, a to formou spojení dvou sousedících domů do jedné třípatrové stavby s nápadným štítem. Od roku 1958 je budova kulturní památkou. Stavby ve dvorech obou bývalých městských domů byly vybourány v roce 1995. V letech 2011–2012 pak proběhla oprava domu (rekonstrukce kabelového vedení, výměna rozvodných skříní).

## Architektura
Hlavní průčelí domu směřuje do náměstí Jana Pavla II., je třípatrové a ukončené korunní římsou a neorenesančním štítem. V přízemí, které je pětiosé, je uprostřed situován hlavní vchod s trojúhelníkovým frontonem. Ostatní patra jsou šestiosá. Okna v prvním patře mají trojúhelníkové frontony, okna ve druhém patře nadokenní římsy, ve třetím patře jsou pak okna mírně snížena a v nadpraží mají klenák. Pod korunní římsou je umístěn štukový nápis ANT. PETROF. Štít je rozdělen pilastříky a uprostřed nese nápis 1905.